# Libertas Brindisi 1976-1977
La Libertas Brindisi 1976-1977 prende parte al campionato italiano di Serie A2 pallacanestro, girone unico a 12 squadre. Chiude la stagione regolare all'ultimo posto con 2V e 20P, 1672 punti segnati e 1951 subiti. Nel successivo girone A di classificazione a 8 squadre giunge ultima con 1V e 13S, 1012 punti fatti e 1217 punti subiti, retrocedendo così in Serie B.

## Storia
La Libertas Brindisi rivoluziona il roster, Maurizio Solfrizzi viene ceduto alla Libertas Forlì, Daniele Cecco alla Pallacanestro Pordenone, Walter Villa al Basket Latina, Marcello De Stradis al Basket Roseto e Rino Arigliano nelle serie minori al Mesagne, vengono acquistati Bruno Berton dal Basket Latina e dalla Pintinox Brescia Mauro Colonnello, Stefano Peplis e Giorgio Chiarini. Cambia anche l'americano, al posto di Larry Williams viene preso il colored David Vaughn, pivot di 2,13 proveniente dalla Oral Roberts University, purtroppo dopo 3 giornate a causa di un grave incidente stradale terminerà la stagione e Brindisi a causa delle regole vigenti non potrà sostituirlo. Da questa stagione è possibile tesserare un oriundo, la Libertas Brindisi sceglierà l'italo-argentino Adrian Monachesi che sarà anche il miglior marcatore della stagione con 584 p. in 36 partite, seguito da Labate con 482 p. e Cordella con 392 p. sempre in 36 partite. A livello giovanile un ultimo sussulto con la finale del campionato nazionale cadetti sconfitta nelle finali di Monopoli dalla Scavolini Pesaro per 81-66 e vittoria degli allievi nel campionato nazionale Libertas, al termine della stagione la Libertas Brindisi cesserà l'attività sportiva.

## Roster
| Libertas Brindisi 1976/1977 | Libertas Brindisi 1976/1977 |
| Giocatori                   | Staff tecnico               |
| --------------------------- | --------------------------- |

| N. | Naz.                   | Ruolo | Nome                | Anno | Alt.   | Peso |  |
| -- | ---------------------- | ----- | ------------------- | ---- | ------ | ---- |  |
| 5  | Italia (bandiera)      | C     | Marcello Mazzotta   | 1957 | 202 cm |      |  |
| 6  | Italia (bandiera)      | A     | Bruno Berton        | 1955 | 197 cm |      |  |
| 8  | Stati Uniti (bandiera) | C     | David Vaughn        | 1952 | 211 cm |      |  |
| 9  | Italia (bandiera)      | AG    | Stefano Peplis      | 1955 | 201 cm |      |  |
| 10 | Italia (bandiera)      | P     | Roberto Cordella    | 1957 | 185 cm |      |  |
| 11 | Italia (bandiera)      | A     | Adriano Greco       | 1956 | 194 cm |      |  |
| 12 | Italia (bandiera)      | A     | Giorgio Chiarini    | 1955 | 197 cm |      |  |
| 13 | Italia (bandiera)      | G     | Piero Labate ()     | 1951 | 190 cm |      |  |
| 14 | Italia (bandiera)      | AG    | Mauro Colonnello    | 1955 | 200 cm |      |  |
|    | Argentina (bandiera)   | G     | Adrian Monachesi    | 1946 | 192 cm |      |  |
|    | Italia (bandiera)      | P     | Giuseppe Bevilacqua | 1958 | 187 cm |      |  |
|    | Italia (bandiera)      | A     | Teodoro Arigliano   | 1948 | 192 cm |      |  |
|    | Italia (bandiera)      | G     | Teodoro Ostuni      | 1958 | 191 cm |      |  |
|    | Italia (bandiera)      | G     | Giancarlo Romeo     | 1960 | 188 cm |      |  |
|    | Italia (bandiera)      | PG    | Fabrizio D'Astore   | 1960 | 183 cm |      |  |
|    | Italia (bandiera)      | AG    | Nicola Ungaro       | 1960 | 200 cm |      |  |

| Allenatore                            |
| - Nicola Primaverili                  |
| Assistente/i                          |
| - Gianni Russo Legenda - (C) Capitano |

## Risultati

### Stagione Regolare
| Arbitri: | Sidoli (Reggio Emilia) Soave (Bologna) |

|                                    |       |                                      |
| Vaughn 22, Monachesi 18, Labate 15 | Punti | Sojourner 30, Marisi 18, Zampolin 11 |

| Arbitri: | Spotti (Milano) Ciocca (Milano) |

|                                          |       |                                   |
| Sacchetti 29, Franceschini 22, Masini 18 | Punti | Vaughn 33, Labate 10, Monachesi 8 |

| Arbitri: | Graziano (Bologna) Castrignano (Bologna) |

|                                    |       |                                    |
| Labate 24, Monachesi 14, Vaughn 13 | Punti | Marquinho 34, Gualco 18, Billeri 8 |

| Arbitri: | Vher (Trieste) Goriatt (Udine) |

|                                       |       |                                      |
| Brewster 24, Ricardi 15, Benevelli 14 | Punti | Monachesi 24, Labate 20, Chiarini 17 |

| Arbitri: | Teofili (Roma) Guglielmo (Messina) |

|                                      |       |                                      |
| Monachesi 31, Labate 23, Cordella 10 | Punti | Darnell 27, Facco 14, Dalla Costa 13 |

| Arbitri: | Bianchi (Roma) Maggiore (Roma) |

|                                        |       |                                        |
| Grochowalski 30, Riva 21, Vendemini 14 | Punti | Monachesi 25, Peplis 12, Colonnello 12 |

| Arbitri: | Compagnone (Napoli) Basso (Napoli) |

|                                   |       |                                  |
| Monachesi 34, Labate 14, Peplis 8 | Punti | Melillo 31, Rossi 20, Koselko 15 |

| Arbitri: | Fiorito (Roma) Bernardini (Livorno) |

|                                    |       |                                   |
| Chiarini 22, Peplis 13, Cordella 8 | Punti | Menatti 23, Hansen 14, Bianchi 12 |

| Arbitri: | Vitolo (Pisa) Duranti (Pisa) |

|                                   |       |                                      |
| Holcomb 33, Perazzo 23, Errico 16 | Punti | Labate 25, Monachesi 14, Cordella 10 |

| Arbitri: | Bianchi (Roma) Pinto (Roma) |

|                                  |       |                                   |
| Monachesi 26, Greco 13, Labate 8 | Punti | Oeser 25, Devries 25, Meneghel 12 |

| Arbitri: | Giuliani (Messina) Guglielmo (Messina) |

|                                          |       |                                      |
| Sodeberger 18, Rapisardi 17, Bellotti 16 | Punti | Monachesi 25, Labate 19, Cordella 13 |

| Arbitri: | Baldini (Firenze) Bernardi (Firenze) |

|                                       |       |                                      |
| Sojourner 27, Zampolini 17, Maresi 12 | Punti | Labate 19, Cordella 14, Monachesi 25 |

| Arbitri: | Martolini (Roma) Ardone (Pesaro) |

|                                   |       |                                             |
| Labate 30, Monachesi 22, Peplis 9 | Punti | Sacchetti 30, Franceschini 24, Bariviera 22 |

| Arbitri: | Brianza (Milano) Giuffrida (Milano) |

|                                   |       |                                         |
| Marquinho 30, Natali 26, Gualco 8 | Punti | Colonnello 17, Cordella 17, Chiarini 16 |

| Arbitri: | Bianchi (Roma) Rosi (Roma) |

|                                  |       |                                        |
| Greco 19, Labate 17, Chiarini 14 | Punti | Benevelli 25, Riccardi 20, Brewster 16 |

| Arbitri: | Morelli (Pontedera) Della Corte (Napoli) |

|                                       |       |                                      |
| Darnell 19, Borghetto 12, Generali 10 | Punti | Labate 19, Cordella 16, Monachesi 14 |

| Arbitri: | Cagnazzo (Roma) Basso (Napoli) |

|                                      |       |                                           |
| Monachesi 27, Labate 20, Chiarini 13 | Punti | Grochowalski 35, Vendemini 30, Valenti 14 |

| Arbitri: | Sammarchi (Bologna) Maurizi (Bologna) |

|                                  |       |                                      |
| Melillo 26, Rossi 13, Santoro 12 | Punti | Cordella 20, Monachesi 14, Berton 10 |

| Arbitri: | Gorlato (Udine) Mogorovich (Trieste) |

|                                      |       |                                    |
| Brumatti 28, Hansen 24, Vecchiato 16 | Punti | Labate 16, Monachesi 14, Peplis 13 |

| Arbitri: | Bottari (Messina) Spotti (Milano) |

|                                        |       |                                   |
| Monachesi 27, Cordella 17, Chiarini 15 | Punti | Holcomb 36, Fucile 19, Perazzo 16 |

| Arbitri: | Campanella (Livorno) Bernardini (Livorno) |

|                                    |       |                                       |
| Pirovano 15, De Vries 14, Oeser 12 | Punti | Labate 15, Chiarini 11, Monachessi 10 |

| Arbitri: | G. Ugatti (Salerno) V. Ugatti (Salerno) |

|                                     |       |                                          |
| Peplis 23, Chiarini 16, Cordella 15 | Punti | Soderberg 31, Rapisardi 14, Stefanini 13 |

### Poule Classificazione A
| Arbitri: | Vitolo (Pisa) Ardone (Pesaro) |

|                                      |       |                                       |
| Cordella 14, Peplis 12, Monachesi 12 | Punti | Solfrizzi 31, Mitchell 18, Quercia 14 |

| Venezia 20 febbraio 1977 2ª giornata                                                                    | Reyer Venezia | 104 – 80 (53-37)                       | Libertas Brindisi |  |
| \| \| \| \| \| Suttle 22, La Corte 18, Carraro 17 \| Punti \| Monachesi 24, Chiarini 19, Cordella 14 \| |               |                                        |                   |  |
| |               |                                        |                   |  |
| Suttle 22, La Corte 18, Carraro 17                                                                      | Punti         | Monachesi 24, Chiarini 19, Cordella 14 |                   |  |

| Arbitri: | Spotti (Milano) Giuffrida (Milano) |

|                                   |       |                                       |
| Oeser 23, De Vries 22, Iacuzzo 12 | Punti | Peplis 24, Colonnello 15, Cordella 12 |

| Arbitri: | Filipponi (Roma) Maggiore (Roma) |

|                                      |       |                                      |
| Monachesi 19, Labate 18, Cordella 13 | Punti | Brewster 36, Natali 20, Benevelli 17 |

| Arbitri: | V. Ugatti (Salerno) G. Ugatti (Salerno) |

|                                      |       |                                     |
| Monachesi 20, Cordella 20, Labate 14 | Punti | Grochowalski 32, Riva 22, Paleari 9 |

| Arbitri: | Rocca (Genova) Garibotti (Genova) |

|                                           |       |                                       |
| Sojourner 40, Zampolini 16, Brunamonti 14 | Punti | Greco 27, Colonnello 18, Monachesi 16 |

| Arbitri: | Basso (Napoli) Ciampaglia (Napoli) |

|                                  |       |                                |
| Labate 19, Cordella 17, Greco 16 | Punti | Garrett 33, Savio 18, Bruni 12 |

| Arbitri: | Brienza (Milano) Giuffrida (Milano) |

|                                      |       |                                        |
| Dal Seno 24, Mitchell 18, Quercia 15 | Punti | Monachesi 23, Peplis 18, Colonnello 17 |

| Arbitri: | Duranti (Pisa) Campanella (Livorno) |

|                                  |       |                                     |
| Chiarini 14, Labate 13, Greco 12 | Punti | Gorghetto 25, Carraro 16, Suttle 15 |

| Arbitri: | Fiorito (Roma) Rosi (Roma) |

|                                       |       |                                   |
| Monachesi 18, Colonnello 17, Greco 11 | Punti | De Vries 25, Oeser 13, Iacuzzo 11 |

| Arbitri: | Spotti (Milano) Giacobbi (Roma) |

|                                      |       |                                   |
| Riccardi 24, Natali 16, Grasselli 12 | Punti | Cordella 16, Peplis 14, Labate 12 |

| Arbitri: | Oneto (Genova) Garibotti (Genova) |

|                                         |       |                                     |
| Grochowalski 38, Marietta 19, Mitton 16 | Punti | Monachesi 20, Cordella 18, Greco 14 |

| Arbitri: | Gorlato (Udine) Ardone (Pesaro) |

|                                        |       |                                       |
| Colonnello 18, Labate 14, Monachesi 10 | Punti | Sojourner 28, Marisi 14, Zampolini 10 |

| Arbitri: | Vitolo (Pisa) Campanella (Livorno) |

|                                |       |                                   |
| Savio 21, Garrett 20, Bruni 20 | Punti | Labate 25, Colonnello 21, Greco 8 |

## Statistiche

### Statistiche di squadra
| Competizione | Punti | In casa | In casa | In casa | In casa | In casa | In trasferta | In trasferta | In trasferta | In trasferta | In trasferta | Totale | Totale | Totale | Totale | Totale | Totale |
| Competizione | Punti | G       | V       | P       | PF      | PS      | G            | V            | P            | PF           | PS           | G      | V      | P      | PF     | PS     | DIF    |
| ------------ | ----- | ------- | ------- | ------- | ------- | ------- | ------------ | ------------ | ------------ | ------------ | ------------ | ------ | ------ | ------ | ------ | ------ | ------ |
| Serie A/2    | 6     | 18      | 2       | 16      | 1344    | 1537    | 16           | 1            | 15           | 1340         | 1631         | 36     | 3      | 33     | 2684   | 3168   | -484   |

### Statistiche dei giocatori
| Giocatore      | Generali | Generali | Generali | Tiri liberi | Tiri liberi | Tiri liberi | Tiri da sotto | Tiri da sotto | Tiri da sotto | Tiri da fuori | Tiri da fuori | Tiri da fuori | Tiri Totali | Tiri Totali | Tiri Totali | Rimbalzi | Rimbalzi | Rimbalzi | Palle | Palle | Stoppate | Stoppate | Val    | Medie | Medie |
| Giocatore      | PG       | PTI      | AS       | Rea         | Ten         | %           | Rea           | Ten           | %             | Rea           | Ten           | %             | Rea         | Ten         | %           | Dif      | Off      | Tot      | Per   | Rec   | Dat      | Sub      | Totale | Pun   | Val   |
| -------------- | -------- | -------- | -------- | ----------- | ----------- | ----------- | ------------- | ------------- | ------------- | ------------- | ------------- | ------------- | ----------- | ----------- | ----------- | -------- | -------- | -------- | ----- | ----- | -------- | -------- | ------ | ----- | ----- |
| A. Monachesi   | 36       | 584      | 5        | 96          | 133         | 72,2        | 82            | 153           | 56,6          | 162           | 412           | 39,3          | 244         | 565         | 43,2        | 122      | 74       | 196      | 80    | 61    | 8        | 20       | 396    | 16,2  | 11,0  |
| P. Labate      | 36       | 482      | 11       | 88          | 145         | 60,7        | 71            | 149           | 47,7          | 126           | 309           | 40,8          | 197         | 458         | 43,0        | 114      | 34       | 148      | 89    | 88    | 4        | 17       | 309    | 13,4  | 8,6   |
| R. Cordella    | 36       | 392      | 77       | 82          | 124         | 66,1        | 86            | 146           | 58,9          | 69            | 203           | 34,0          | 155         | 349         | 44,4        | 46       | 12       | 58       | 161   | 65    | 0        | 12       | 183    | 10,9  | 5,1   |
| G. Chiarini    | 36       | 292      | 1        | 42          | 68          | 61,8        | 44            | 80            | 55,0          | 81            | 223           | 36,3          | 125         | 303         | 41,3        | 64       | 22       | 86       | 47    | 20    | 0        | 15       | 133    | 8,1   | 3,7   |
| S. Peplis      | 36       | 274      | 5        | 38          | 74          | 51,4        | 82            | 141           | 58,2          | 36            | 104           | 34,6          | 118         | 245         | 48,2        | 127      | 84       | 211      | 52    | 41    | 11       | 11       | 316    | 7,6   | 8,8   |
| M. Colonnello  | 34       | 265      | 2        | 37          | 55          | 67,3        | 75            | 122           | 61,5          | 39            | 106           | 36,8          | 114         | 228         | 50,0        | 107      | 63       | 170      | 37    | 22    | 3        | 9        | 284    | 8,6   | 9,2   |
| A. Greco       | 36       | 223      | 9        | 63          | 107         | 58,9        | 73            | 124           | 58,9          | 7             | 28            | 25,0          | 80          | 152         | 52,6        | 85       | 53       | 138      | 41    | 28    | 1        | 13       | 229    | 6,2   | 6,4   |
| D. Vaughn      | 3        | 70       | 1        | 8           | 22          | 36,4        | 19            | 24            | 70,2          | 12            | 38            | 31,6          | 31          | 62          | 50,0        | 28       | 14       | 42       | 15    | 9     | 8        | 0        | 70     | 23,3  | 23,3  |
| B. Berton      | 35       | 63       | 2        | 11          | 24          | 45,8        | 16            | 33            | 48,5          | 10            | 32            | 31,2          | 26          | 65          | 40,0        | 20       | 12       | 32       | 16    | 13    | 0        | 6        | 36     | 1,8   | 1,0   |
| M. Mazzotta    | 35       | 28       | 0        | 6           | 11          | 54,6        | 9             | 25            | 36,0          | 2             | 9             | 22,2          | 11          | 37          | 29,7        | 13       | 10       | 23       | 12    | 6     | 1        | 2        | 13     | 0,8   | 0,4   |
| G. Bevilacqua  | 26       | 6        | 1        | 2           | 6           | 33,3        | 1             | 3             | 33,3          | 1             | 6             | 16,7          | 2           | 9           | 22,2        | 0        | 2        | 2        | 3     | 1     | 0        | 1        | -5     | 0,3   | -0,2  |
| F. D'Astore    | 1        | 3        | 0        | 1           | 1           | 100,0       | 0             | 0             | 0,0           | 1             | 2             | 50,0          | 1           | 2           | 50,0        | 0        | 0        | 0        | 1     | 0     | 0        | 0        | 1      | 3,0   | 1     |
| N. Ungaro      | 3        | 2        | 0        | 0           | 2           | 0,0         | 1             | 1             | 100,0         | 0             | 0             | 0             | 1           | 1           | 100,0       | 0        | 0        | 0        | 1     | 0     | 0        | 0        | -1     | 0,7   | -0,3  |
| G. Romeo       | 4        | 0        | 0        | 0           | 0           | 0,0         | 0             | 0             | 0,0           | 0             | 0             | 0             | 0           | 0           | 0,0         | 0        | 0        | 0        | 0     | 0     | 0        | 0        | 0      | 0     | 0     |
| T. Ostuni      | 3        | 0        | 0        | 0           | 0           | 0,0         | 0             | 0             | 0,0           | 0             | 0             | 0             | 0           | 0           | 0,0         | 0        | 0        | 0        | 0     | 0     | 0        | 0        | 0      | 0     | 0     |
| TOTALE SQUADRA | 360      | 2684     | 114      | 474         | 772         | 61,4        | 559           | 1001          | 55,8          | 546           | 1472          | 37,1          | 1105        | 2473        | 44,7        | 726      | 380      | 1048     | 555   | 354   | 36       | 106      | 1964   | 74,6  | 54,6  |

## Fonti
La Gazzetta del Mezzogiorno edizione 1976-77